# Montchamp (Calvados)
Montchamp ist eine ehemalige französische Gemeinde mit zuletzt 598 Einwohnern (Stand: 1. Januar 2013), den Molicampien, im Département Calvados in der Region Normandie.
Am 1. Januar 2016 wurde Montchamp im Zuge einer Gebietsreform zusammen mit 13 benachbarten Gemeinden als Ortsteil in die neue Gemeinde Valdallière eingegliedert.

## Geografie
Montchamp liegt rund 13,5 Kilometer nordöstlich von Vire-Normandie nahe dem Fluss Souleuvre.

## Bevölkerungsentwicklung
| Jahr                             | 1793  | 1836  | 1876 | 1926 | 1946 | 1968 | 1990 | 2013 |
| Einwohner                        | 1.059 | 1.052 | 931  | 726  | 683  | 606  | 523  | 598  |
| Quelle: Cassini, EHESS und INSEE |       |       |      |      |      |      |      |      |

## Sehenswürdigkeiten
- Kirche Saint-Martin aus dem 16. Jahrhundert, Malereien im Inneren sind seit 1911 als Monument historique klassifiziert[3][4]